# Casper Seurling

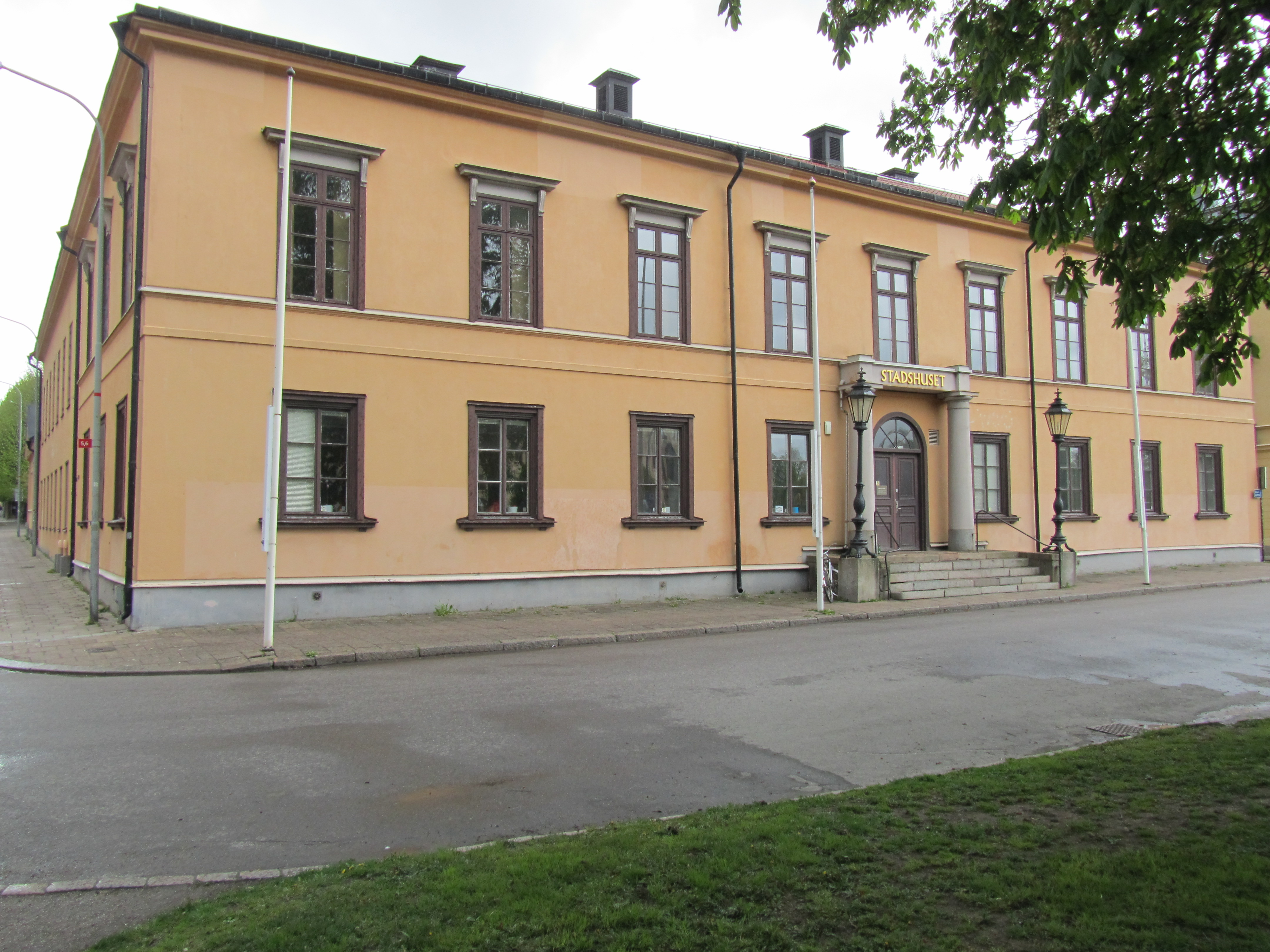
Gamla stadshuset i Norrköping, uppfört 1802-03 av Casper Seurling efter ritningar av Carl Fredrik Sundvall.

Casper Seurling, född 17 april 1757 i Mjölby församling, Östergötlands län, död 16 december 1808 i Kullerstads församling, Östergötlands län, under sitt arbete med att uppföra Ribbingsholms herrgård, var en svensk byggmästare. 
Casper Seurling uppförde som länsbyggmästare ett stort antal kyrkor i Östergötland. Flera ritningar signerade Casper Seurling skickades in av lokala församlingar till Överintendentsämbetet för bedömning och Casper Seurling är därmed en av de lokala byggmästare som var med om att påverka utveckling av kyrkorna i Östergötland under 1700-talets andra hälft.

## Biografi
Seurling flyttade vid giftermålet 1787 till Sankt Pers kvarter 62, Hunnebergsgatan 19 i Linköping. 1790 köpte han gården Sankt Kors kvarter 51, Sankt Korsgatan 10 i Linköping och flyttade dit. År 1801 sålde han gården och flyttade till gården Sankt Kors kvarter 28, Storgatan 54. Sistnämnda gård köptes år 1802 av Casper Seurlings bror byggmästare Johan Seurling. År 1803 flyttade Casper Seurling till Norrköping där han var bosatt resten av sitt liv. Han avled 16 december 1808 i Kullerstad.

### Familj
Seurling gifte sig 10 juli 1787 i Skänninge med Catharina Charlotta Gylling (född 1761). Hon var dotter till bokhållaren Peter Gylling och Helena Catharina Ek. De fick tillsammans barnen Helena Sophia (född 1788), Carl Fredric (född 1791) och Hedvig Fredrica (född 1796).

## Verk i urval
- Konungsunds kyrka, Östergötland: Kyrkan uppfördes 1801-1802 av Seurling efter ritningar av Olof Tempelman, tillsammans med konstnären Pehr Hörberg.
- Sankta Anna kyrka (1778).[11]
- Linköpings domkyrkoförsamlings gamla komministergård vid Hunnebergsgatan 10: Huset ritades av Casper Seurling och stod klart 1797.
- Assemblée- och spektakelhuset i Linköping: Uppfördes av Casper Seurling efter hans egna ritningar och stod klart 1806.
- Herrberga kyrka (1787).[12]
- Tåby kyrka, Östergötland: Kyrkan uppfördes 1788-1789 av Seurling efter ritningar av Jacob Wulff.
- Skeda kyrka, Östergötland: Kyrkan ombyggdes 1794 efter ritningar utförda av Casper Seurling (ritning i församlingens arkiv), tillsammans med konstnären Pehr Hörberg och orgelbyggaren Pehr Schiörlin, vilka var de mest ansedda lokala mästarna på sin tid.
- Bankekinds härads tingshus (1790–1794).[13]
- Tjärstads kyrka (1794–1795).[14]
- Björsäters kyrka (1799–1801).[15]
- Östra Husby kyrka (1806–1809).[16]
- Nykils kyrka (1785–1786)[17]

### Fotnoter
1. ↑  Linköpings domkyrkoförsamling (E) AI:1 (1783-1787) Sida: 72-73
2. ↑  Linköpings domkyrkoförsamling (E) AI:2 (1788-1796) Sida: 158-159
3. ↑  Linköpings domkyrkoförsamling (E) AI:4 (1788-1796) Sida: 210-211
4. ↑  Linköpings domkyrkoförsamling (E) AI:8 (1797-1806) Sida: 224-225
5. ↑  Linköpingsbladet 1801-01-07
6. 1 2  Linköpings domkyrkoförsamling (E) AI:8 (1797-1806) Sida: 113
7. ↑  Kugelberg, Arvid (1949). Gamla Linköpingsgårdar. sid. 246-247
8. ↑  Kullerstad (E) CI:3 (1799-1854) Sida: 372
9. ↑  Skänninge (E) C:2 (1744-1794) Sida: 456
10. ↑  Skänninge (E) C:2 (1744-1794) Sida: 191
11. ↑  Sankta Anna kyrka på bebyggelseregistret.
12. ↑  Herrberga kyrka på bebyggelseregistret.
13. ↑  Bankekings härads tingshus på bebyggelseregistret.
14. ↑  Tjärstads kyrka på bebyggelseregistret.
15. ↑  Björsäters kyrka på bebyggelseregistret.
16. ↑  Östra Husby kyrka på bebyggelseregistret.
17. ↑  ”Nykils kyrka”. på bebyggelseregistret. https://kringla.nu/kringla/objekt;jsessionid=4D15D6406E9E532EAC4A219C25A4A13D?referens=raa/bbrb/21420000050956. Läst 11 augusti 2024.